# Поплар-Рівер 16
Поплар-Рівер 16 (англ. Poplar River 16) — індіанська резервація в Канаді, у провінції Манітоба, у межах невключеної частини переписної області №19.

## Населення
За даними перепису 2016 року, індіанська резервація нараховувала 866 осіб, показавши зростання на 2,1%, порівняно з 2011-м роком. Середня густина населення становила 52,2 осіб/км².
З офіційних мов обидвома одночасно не володів жоден з жителів, тільки англійською — 840, а 5 — жодною з них. Усього 200 осіб вважали рідною мовою не одну з офіційних, з них усі — одну з корінних мов.
Працездатне населення становило 46,1% усього населення, рівень безробіття — 21,3%.
Середній дохід на особу становив $18 705 (медіана $14 432), при цьому для чоловіків — $15 446, а для жінок $22 220 (медіани — $7 472 та $17 323 відповідно).
12,6% мешканців мали закінчену шкільну освіту, не мали закінченої шкільної освіти — 71,8%, 15,5% мали післяшкільну освіту, з яких 25% мали диплом бакалавра, або вищий.
| Статево-вікова структура населення | Статево-вікова структура населення | Статево-вікова структура населення | Статево-вікова структура населення | Статево-вікова структура населення |
| ---------------------------------- | ---------------------------------- | ---------------------------------- | ---------------------------------- | ---------------------------------- |
|                                    |                                    |                                    |                                    |                                    |
| Всього                             | Всього                             | 50,9%49,1%                         |                                    |                                    |
| 0 — 14 років                       | 0 — 14 років                       |                                    | 39,7%                              | 39,7%                              |
| 15 — 64 років                      | 15 — 64 років                      |                                    | 55,7%                              | 55,7%                              |
| 65 і більше                        | 65 і більше                        |                                    | 4,6%                               | 4,6%                               |
| 85 і більше                        | 85 і більше                        |                                    | 0,6%                               | 0,6%                               |
| Середній вік (років)               | Середній вік (років)               | 27,225,7                           | 26,5                               | 26,5                               |
| Медіана (років)                    | Медіана (років)                    | 23,121,2                           | 22,2                               | 22,2                               |
| — чоловіки — жінки                 |                                    |                                    |                                    |                                    |

| Походження мешканців:     | Походження мешканців:     | Походження мешканців: | Походження мешканців: | Походження мешканців: |
| ------------------------- | ------------------------- | --------------------- | --------------------- | --------------------- |
| Походження                |                           |                       | осіб                  | %                     |
| Корінні американці        | Корінні американці        |                       | 840                   | 98.82%                |
| Інше північноамериканське | Інше північноамериканське |                       | 0                     | 0%                    |
| Європейське               | Європейське               |                       | 80                    | 9.41%                 |
| британське                | британське                |                       | 35                    | 4.12%                 |
| французьке                | французьке                |                       | 45                    | 5.29%                 |
| українське                | українське                |                       | 10                    | 1.18%                 |

## Клімат
Середня річна температура становить -0,1°C, середня максимальна – 21,5°C, а середня мінімальна – -26,8°C. Середня річна кількість опадів – 492 мм.
| Клімат поселення                              | Клімат поселення | Клімат поселення | Клімат поселення | Клімат поселення | Клімат поселення | Клімат поселення | Клімат поселення | Клімат поселення | Клімат поселення | Клімат поселення | Клімат поселення | Клімат поселення | Клімат поселення |
| Показник                                      | Січ.             | Лют.             | Бер.             | Квіт.            | Трав.            | Черв.            | Лип.             | Серп.            | Вер.             | Жовт.            | Лист.            | Груд.            |                  |
| Середній максимум, °C                         | −14,5            | −11,42           | −3,8             | 6,58             | 14,66            | 20,74            | 21,45            | 20,22            | 14,18            | 7,10             | −3,3             | −13,59           |                  |
| Середня температура, °C                       | −20,64           | −17,55           | −9,95            | 0,43             | 8,52             | 14,59            | 17,70            | 16,47            | 10,41            | 3,37             | −7,07            | −17,36           |                  |
| Середній мінімум, °C                          | −26,78           | −23,69           | −16,08           | −5,69            | 2,38             | 8,45             | 13,94            | 12,71            | 6,68             | −0,4             | −10,82           | −21,11           |                  |
| Норма опадів, мм                              | 19               | 15               | 24               | 23               | 46               | 63               | 63               | 75               | 63               | 48               | 31               | 22               |                  |
| Середньомісячна швидкість вітру, м/с          | 4.00             | 3.90             | 4.00             | 4.20             | 4.10             | 4.00             | 3.80             | 3.90             | 4.30             | 4.60             | 4.50             | 4.10             |                  |
| Середньомісячна сонячна радіація, кДж/м²·день | 3596             | 7227             | 12615            | 17703            | 20609            | 21391            | 20928            | 17341            | 11287            | 6350             | 3433             | 2584             |                  |
| --------------------------------------------- | ---------------- | ---------------- | ---------------- | ---------------- | ---------------- | ---------------- | ---------------- | ---------------- | ---------------- | ---------------- | ---------------- | ---------------- | ---------------- |
| Джерело:                                      |                  |                  |                  |                  |                  |                  |                  |                  |                  |                  |                  |                  |                  |